# Atrapa-somnis

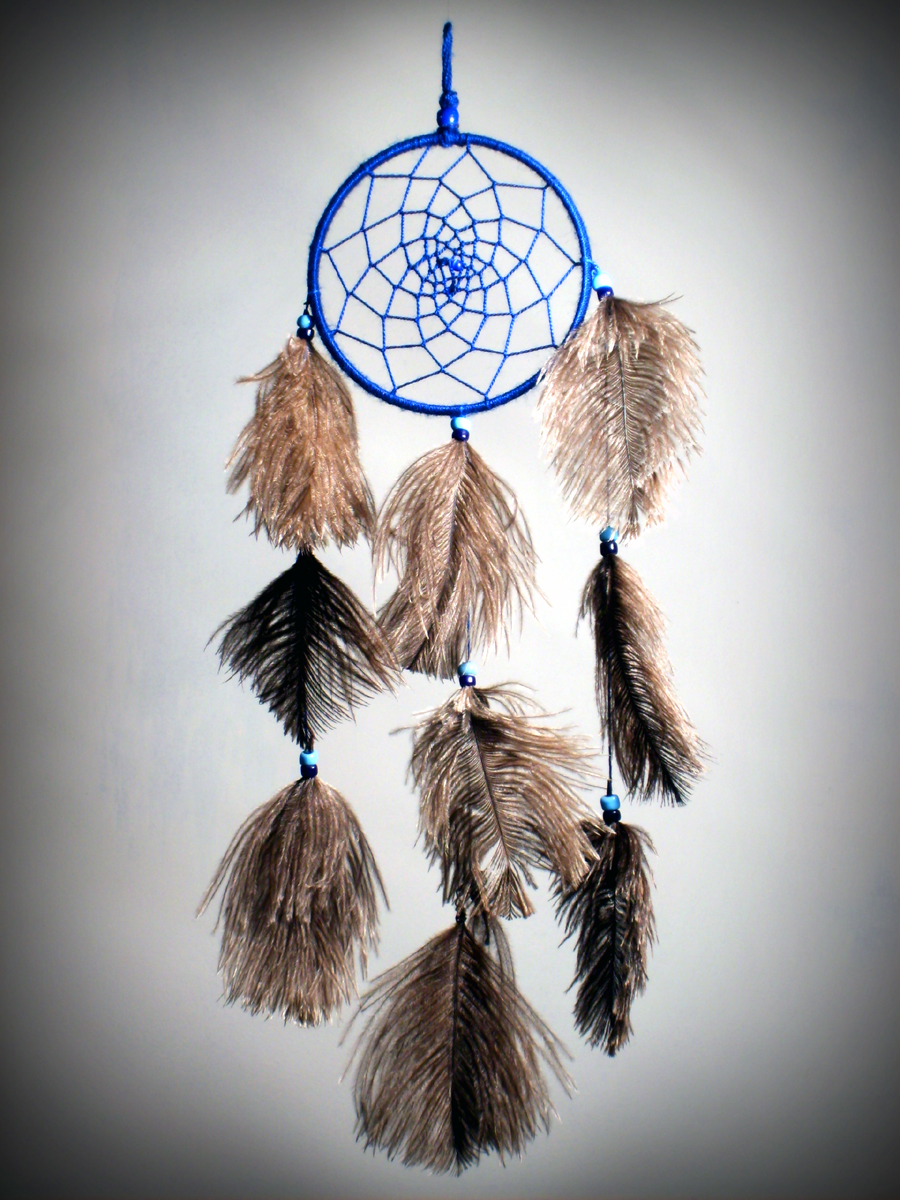
Atrapa-somnis elaborat amb llana i decorat amb plomes.

Un atrapa-somnis o caçador de somnis és un adminicle fet a mà, la base és un cercle fabricat tradicionalment amb fusta de salze, amb una xarxa fluixa en el seu interior i decorat amb diversos objectes (comunament plomes).
Segons la creença popular, la seva funció consisteix a filtrar els somnis de les persones, deixant passar només els somnis i visions positives, els somnis que no recordes són els que baixen lentament per les plomes. els malsons es queden atrapades en el compte (pedra) i l'endemà al matí es cremen amb la llum del dia perquè no es compleixin.
Els atrapa-somnis es van originar en la nació nativa nord-americana dels anishinaabemowin. Durant el moviment pan-indi en la dècada dels 60 i 70 van ser adoptats pels natius nord-americans de diferents pobles. Fins i tot, van arribar a ser vistos com un símbol d'identificació de la cultura nativa, però, altres nadius nord-americans els consideren com una cosa xaró i molt comercial, en ser fets i comercialitzats per estranys sense major consciència sobre el seu funcionament.

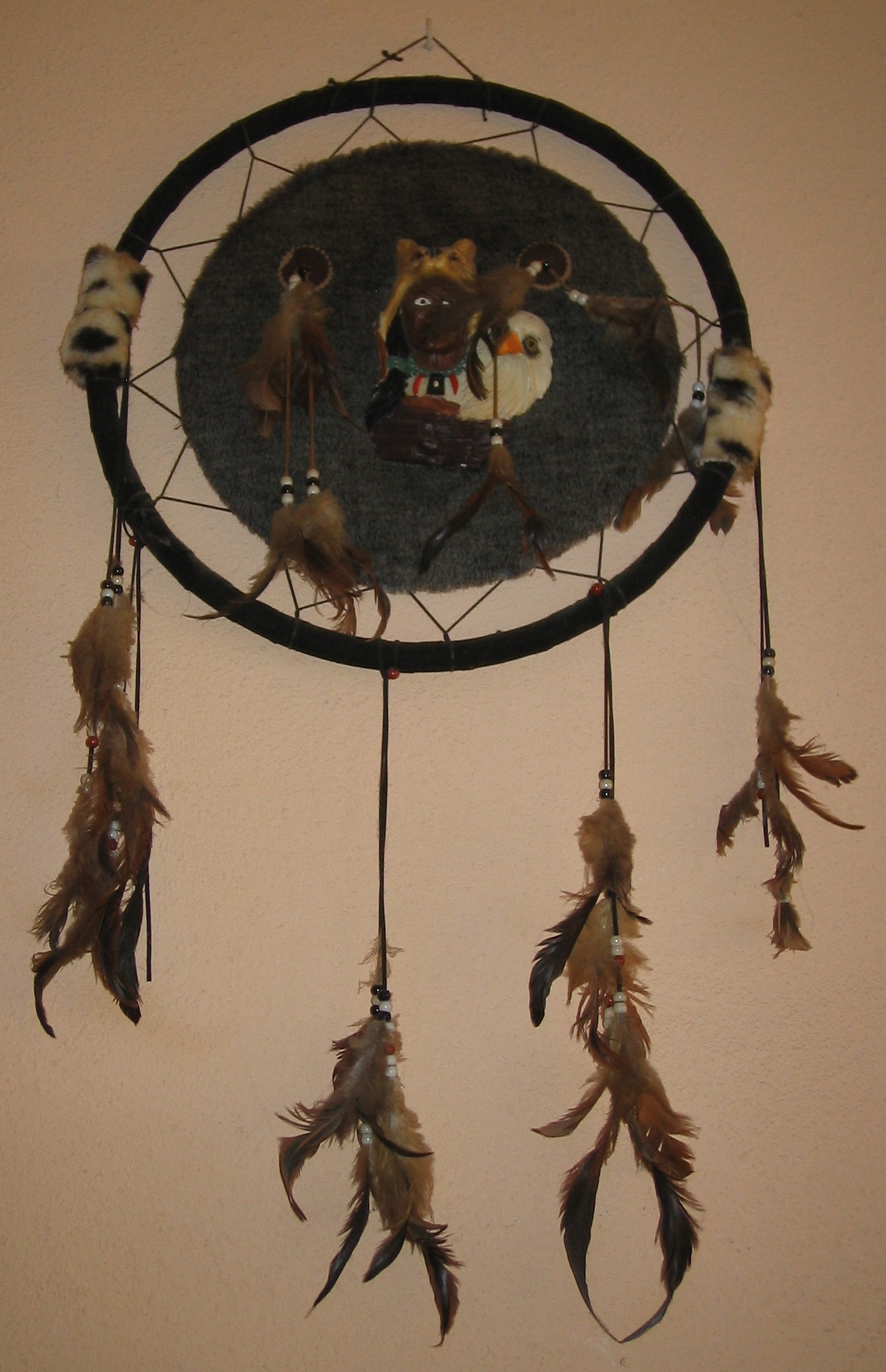
Atrapa-somnis

Tradicionalment, els anishinaabemowin construïen els atrapa-somnis lligant fils al voltant d'una argolla circular o amb forma de llàgrima, resultant una xarxa similar a una teranyina.
L'atrapa-somnis, penjat sobre la capçalera del llit, sovint es fa servir com a encanteri per protegir els nens dels malsons i de les visions malignes. Els anishinaabemowin creien que un atrapa-somnis filtrava els somnis de les persones: els "bons somnis" passen pel centre cap a la persona que dorm. Els malsons són capturats en la malla i s'esvaeixen amb el primer raig de llum de l'alba.
El també anomenat caçador de somnis es va fer molt popular fora del poble anishinaabemowin i de les tribus pa-indígenes. En l'actualitat, són fabricats, exhibits i venuts per alguns individus i grups artesans de tot el món, molt pocs dels quals segueix el procés de energització tradicional d'aquest adminicle.